# Mettenberg (Biberach)
Mettenberg ist ein im Jahr 1975 nach Biberach an der Riß eingemeindetes Dorf östlich des Rißtals und oberhalb auf einer geologischen Scholle gelegen. Ende 2019 hatte der Stadtteil etwa 1.300 Einwohner.

## Geschichte
Mettenberg wurde um 1258 als Mettenberc erstmals erwähnt. Der Ort gehörte zur Herrschaft Warthausen und war im 13. Jahrhundert teilweise im Besitz des Biberacher Spitals und des Klosters Heggbach. 1806 fiel der Ort an Württemberg und wurde dem Oberamt Biberach zugeordnet. Am 1. Januar 1975 wurde Mettenberg nach Biberach eingemeindet. Der Ortsvorsteher ist (Stand 2024) Christoph Kapfer. Von 2015 bis 2024 war Alexander Wachter Ortsvorsteher.

Mettenberg, ehemals eigenständige Gemeinde, wurde 1975 in die Stadt Biberach eingemeindet, behielt aber durch die Ortsverwaltung und den Ortschaftsrat Eigenständigkeit in wichtigen Angelegenheiten.
Frühe Geschichte
·        Erste urkundliche Erwähnung im Jahr 1258 als "Metenberc"
·        Vermutliche Gründung im 9./10. Jahrhundert, ausgehend von Warthausen
·        1275 wird Mettenberg bereits als Pfarrei genannt
·        1282 werden erstmals Ortsadlige erwähnt: Egolof de Mettenberg und seine Frau Adelhaid
Herrschaftliche Zugehörigkeit
·        Gehörte zur Herrschaft Warthausen bis 1819
·        1331 kam die Herrschaft Warthausen zu den Habsburgern, damit gehörte Mettenberg zu Vorderösterreich bis 1806
·        1806 fiel die Herrschaft Warthausen an das Königreich Württemberg
·        1819 wurde Mettenberg selbständige Gemeinde im Königreich Württemberg
Besitzverhältnisse und Entwicklung
·        Im 13. Jahrhundert hatten das Biberacher Spital und das Kloster Heggbach Besitz in Mettenberg
·        Das Kloster Salem erwarb 1304 Güter vom Kloster Heggbach
·        1353 werden 20 Haushaltungen (ca. 120 Personen) gezählt
·        Die Bevölkerung lebte hauptsächlich von der Landwirtschaft
Kriege und Konflikte
·        Im 30-jährigen Krieg (1618-1648) litt Mettenberg stark unter Pest, Hungersnot und Überfällen
·        In den Franzosenkriegen 1796-1812 wurde das Dorf erneut in Mitleidenschaft gezogen
·        Im Ersten Weltkrieg fielen 13 Mettenberger, im Zweiten Weltkrieg 17
Moderne Entwicklung
·        Ende des 19./Anfang des 20. Jahrhunderts: Einführung moderner Technik (Wasserleitung, Stromnetz, Straßenbeleuchtung)
·        Ab den 1960er Jahren: starker Strukturwandel in der Landwirtschaft
·        1963-1973: Erschließung neuer Baugebiete
·        1975: Eingemeindung nach Biberach im Rahmen der Gemeindereform
·        2008: 750-Jahr-Feier
·        2017: Einweihung der neuen Turn- und Festhalle
·        2022 erhält Mettenberg die Silbermedaille beim Dorfwettbewerb „Unser Dorf hat Zukunft“ 

Heute hat Mettenberg etwa 1194 Einwohner und ist ein Ortsteil von Biberach an der Riß

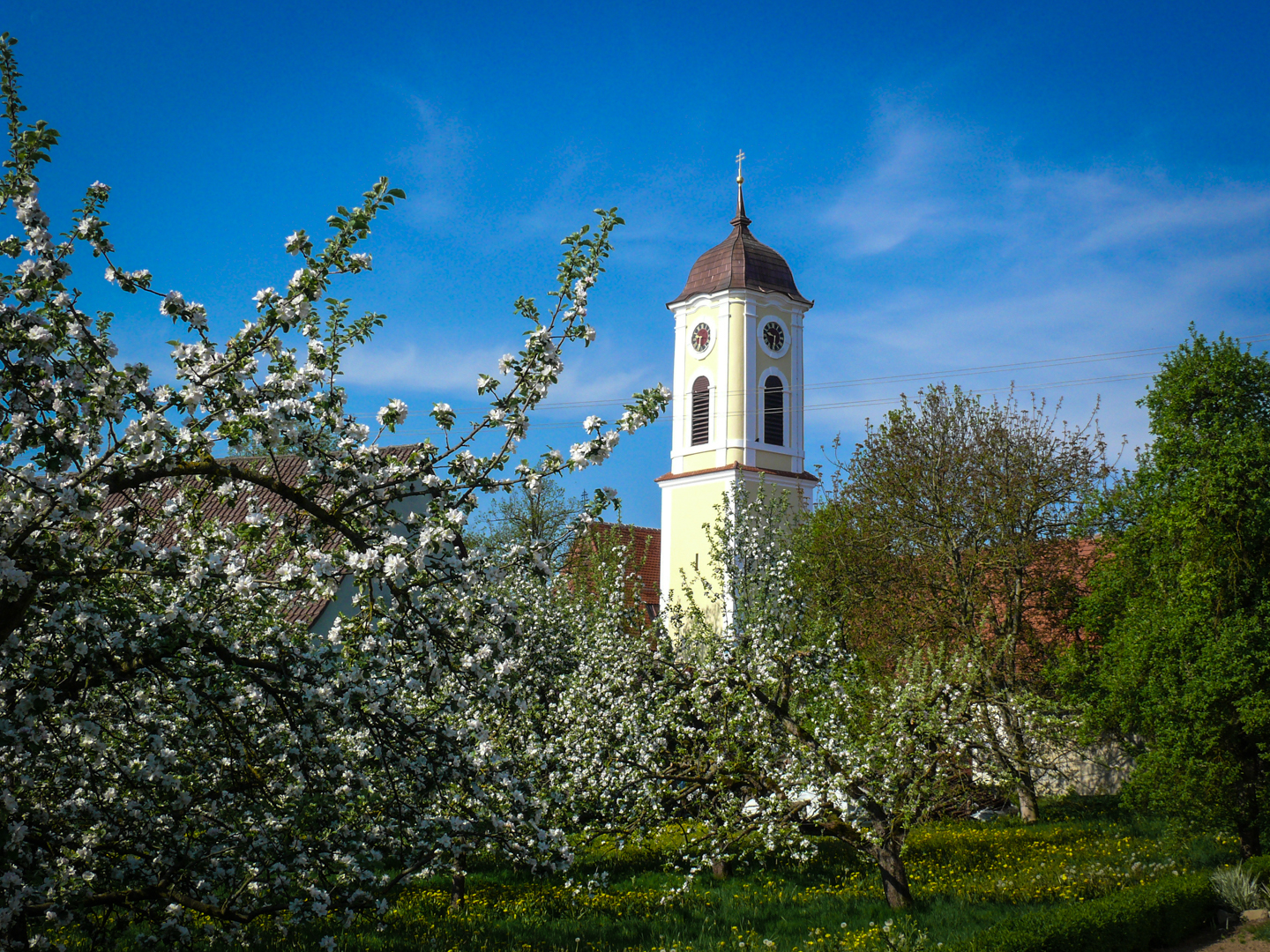
Kirche St. Alban in Mettenberg

## Kultur und Sehenswürdigkeiten
Das Ortsbild wird durch die katholische Kirche St. Alban geprägt.
Durch das Dorf führt der Oberschwäbische Jakobsweg von Ulm nach Konstanz.
← Vorhergehender Ort: Laupertshausen | Mettenberg (Biberach) | Nächster Ort: Biberach an der Riß →

Ulmer Münster |
Ulm |
Grimmelfingen |
Einsingen |
Erbach |
Donaurieden |
Oberdischingen |
Ersingen |
Rißtissen |
Untersulmetingen |
Obersulmetingen |
Schemmerberg |
Äpfingen |
Laupertshausen |
Mettenberg |
Biberach an der Riß |
Reute |
Grodt |
Muttensweiler |
Steinhausen |
Wallfahrtskirche Steinhausen |
Winterstettenstadt |
Bad Waldsee |
Bergatreute |
Weingarten |
Ravensburg |
Brochenzell
Östliche Route:
Meckenbeuren |
Tettnang |
Gießenbrücke |
Heiligenhof |
Atlashofen |
Hüttmannsberg |
Gattnau |
Arensweiler |
Selmnau |
Hattnau |
Nonnenhorn
Westliche Route:
Rammetshofen |
Unterteuringen |
Hepbach |
Leimbach |
Möggenweiler |
Markdorf |
Meersburg |
Bodensee |
Staad |
Konstanz |
Konstanzer Münster

## Persönlichkeiten
- Pfarrer Josef Probst, auch als Pionier der Erforschung der Geologie und Paläontologie von Oberschwaben bekannt, wurde 1858 Pfarrer der Gemeinde St. Alban. Die heutige Ausstattung der Kirche geht vor allem auf sein Wirken zurück.
- Jakob Fischer, der in Oberschwaben vor allem wegen seiner Züchtung der nach ihm benannten Apfelsorte bekannt ist, verbrachte die letzten 15 Jahre seines Lebens in Mettenberg.
- Der Fußballtorwart Loris Karius hat seine Kindheit und Jugend in Mettenberg verbracht, wo er bei der SG Mettenberg mit dem Fußballspielen begann.